# Bétheniville
Bétheniville est une commune française, située dans le département de la Marne en région Grand Est. Petite commune d'un millier d'habitants, située au milieu des plaines agricoles champenoises, à 20 minutes de Reims et à 4 km des Ardennes.

## Géographie

### Description
Bétheniville  est un bourg rural situé à 27 km à l'est de Reims, 24 km au sud de Rethel et à 38 km au nord de Châlons-en-Champagne, desservi par l'ex-route nationale 380 (actuelle RD 980) reliant Dormans à Leffincourt.
Au milieu des plaines agricoles de la Champagne crayeuse, la vocation agro-industrielle de Bétheniville s'est confortée jusqu'à nos jours.

### Communes limitrophes
| Aussonce                   | La Neuville-en-Tourne-à-Fuy | Hauviné                |
| Pontfaverger-Moronvilliers | Bétheniville                | Saint-Clément-à-Arnes  |
|                            |                             | Saint-Hilaire-le-Petit |

### Hydrographie

#### Réseau hydrographique
La commune est dans la région hydrographique « la Seine du confluent de l'Oise (inclus) à l'embouchure » au sein du bassin Seine-Normandie. Elle est drainée par la Suippe, l'Arnes et divers bras de la Suippe,.
La Suippe, d'une longueur de 82 km, prend sa source dans la commune de Tailly et se jette  dans l'Aisne à Saint-Juvin, après avoir traversé 27 communes. Les caractéristiques hydrologiques de la Suippe sont données par la station hydrologique située sur la commune de Bétheniville. Le débit moyen mensuel est de 2,81 m3/s. Le débit moyen journalier maximum est de 12,9 m3/s, atteint lors de la crue du 29 mars 2001. Le débit instantané maximal est quant à lui de 13 m3/s, atteint le même jour.
L'Arnes, d'une longueur de 12 km, prend sa source dans la commune de Saint-Étienne-à-Arnes et se jette  dans la Suippe sur la commune, après avoir traversé cinq communes. 

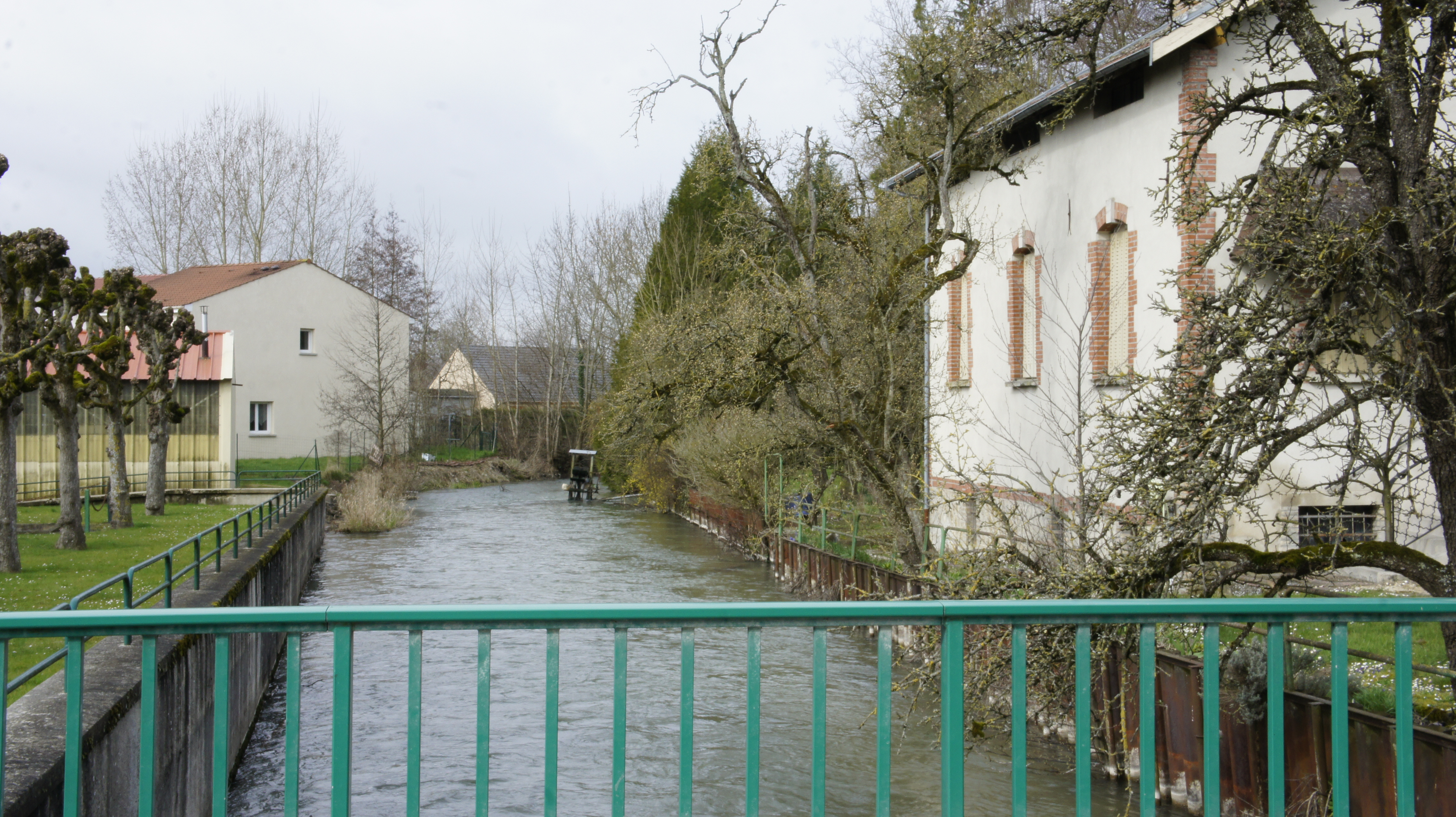
La Suippe à Bétheniville.
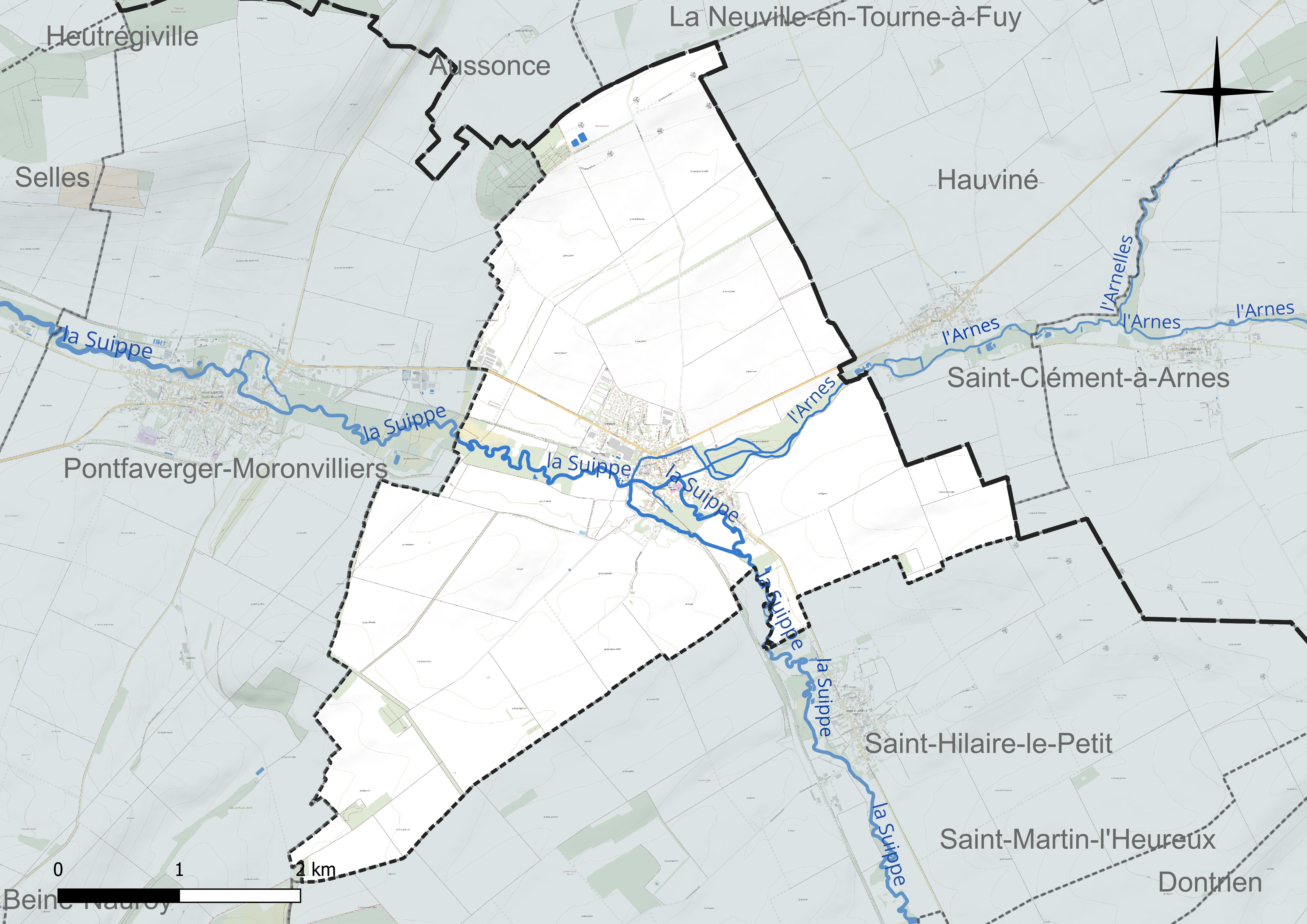
Réseau hydrographique de Bétheniville.

#### Gestion et qualité des eaux
Le territoire communal est couvert par le schéma d'aménagement et de gestion des eaux (SAGE) « Aisne Vesle Suippe ». Ce document de planification, dont le territoire s’étend sur 3 096 km2 répartis sur trois départements (Aisne, Marne et Ardennes) et deux régions (Champagne-Ardenne et Picardie), a été approuvé le 16 décembre 2013. La structure porteuse de l'élaboration et de la mise en œuvre est le Syndicat d’aménagement des bassins Aisne Vesle Suippe (SIABAVES). 
La qualité des cours d’eau peut être consultée sur un site dédié géré par les agences de l’eau et l’Agence française pour la biodiversité. 

### Climat
Pour des articles plus généraux, voir Climat du Grand Est et Climat de la Marne.
En 2010, le climat de la commune est de type climat océanique dégradé des plaines du Centre et du Nord, selon une étude du Centre national de la recherche scientifique s'appuyant sur une série de données couvrant la période 1971-2000. En 2020, Météo-France publie une typologie des climats de la France métropolitaine dans laquelle la commune est exposée à un climat océanique altéré et est dans la région climatique  Nord-est du bassin Parisien, caractérisée par un ensoleillement médiocre, une pluviométrie moyenne régulièrement répartie au cours de l’année et un hiver froid (3 °C). 
Pour la période 1971-2000, la température annuelle moyenne est de 10,1 °C, avec une amplitude thermique annuelle de 15,7 °C. Le cumul annuel moyen de précipitations est de 689 mm, avec 11,5 jours de précipitations en janvier et 8,5 jours en juillet. Pour la période 1991-2020, la température moyenne annuelle observée sur la station météorologique de Météo-France la plus proche, « Cauroy », sur la commune de Cauroy à 10 km à vol d'oiseau, est de 10,8 °C et le cumul annuel moyen de précipitations est de 749,6 mm. 
La température maximale relevée sur cette station est de 42 °C, atteinte le 25 juillet 2019 ; la température minimale est de −16 °C, atteinte le 12 février 2012,,. 
Les paramètres climatiques de la commune ont été estimés pour le milieu du siècle (2041-2070) selon différents scénarios d'émission de gaz à effet de serre à partir des nouvelles projections climatiques de référence DRIAS-2020. Ils sont consultables sur un site dédié publié par Météo-France en novembre 2022.

## Urbanisme

### Typologie
Au 1er janvier 2024, Bétheniville est catégorisée bourg rural, selon la nouvelle grille communale de densité à sept niveaux définie par l'Insee en 2022.
Elle est située hors unité urbaine. Par ailleurs la commune fait partie de l'aire d'attraction de Reims, dont elle est une commune de la couronne,. Cette aire, qui regroupe 294 communes, est catégorisée dans les aires de 200 000 à moins de 700 000 habitants,.

### Occupation des sols

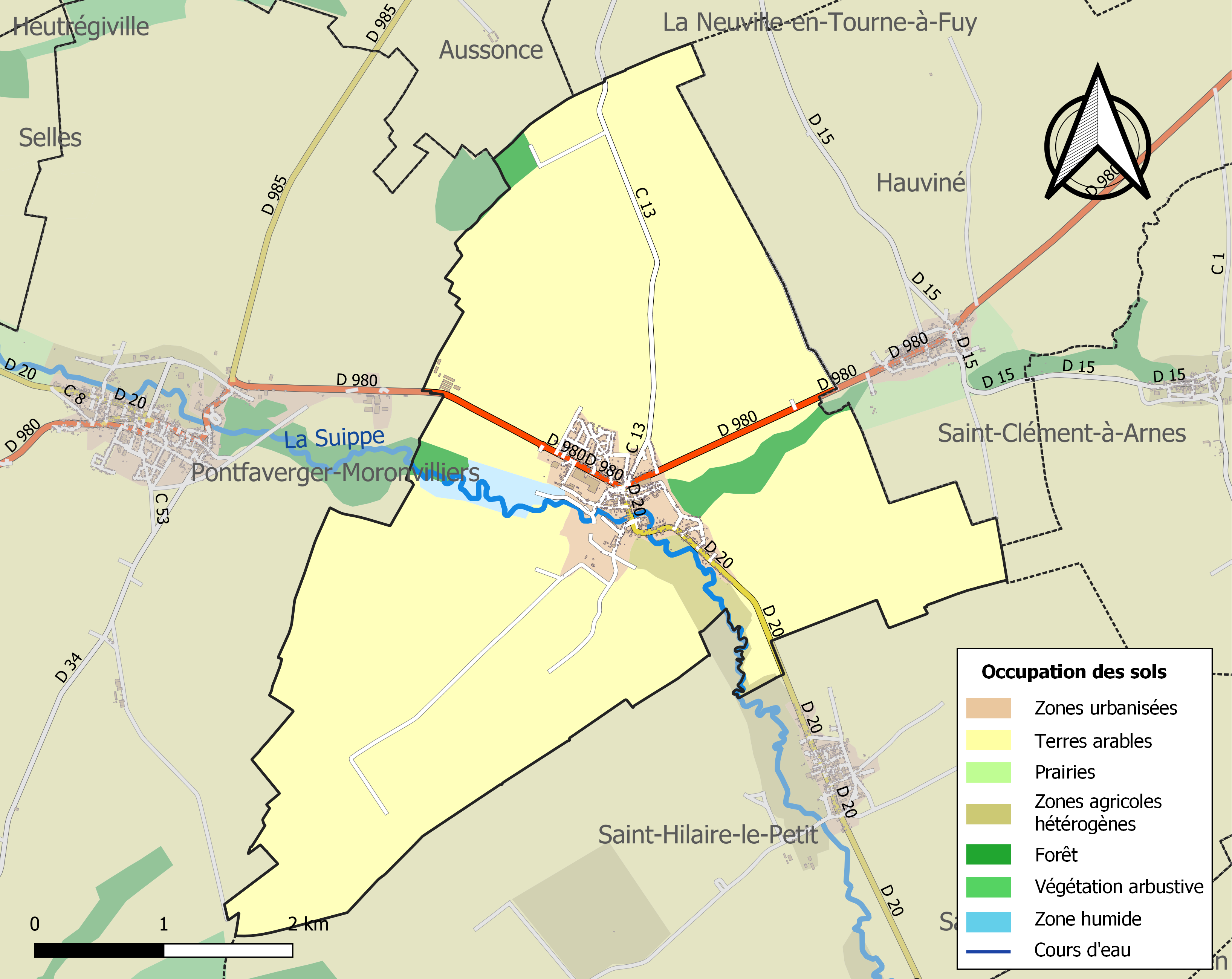
Carte des infrastructures et de l'occupation des sols de la commune en 2018 (CLC).

L'occupation des sols de la commune, telle qu'elle ressort de la base de données européenne d’occupation biophysique des sols Corine Land Cover (CLC), est marquée par l'importance des territoires agricoles (90,6 % en 2018), en diminution par rapport à 1990 (92,3 %). La répartition détaillée en 2018 est la suivante : 
terres arables (88,5 %), zones urbanisées (3,9 %), forêts (2,7 %), zones agricoles hétérogènes (2 %), zones industrielles ou commerciales et réseaux de communication (1,4 %), zones humides intérieures (1,4 %). L'évolution de l’occupation des sols de la commune et de ses infrastructures peut être observée sur les différentes représentations cartographiques du territoire : la carte de Cassini (XVIIIe siècle), la carte d'état-major (1820-1866) et les cartes ou photos aériennes de l'IGN pour la période actuelle (1950 à aujourd'hui).

### Habitat et logement
En 2018, le nombre total de logements dans la commune était de 492, alors qu'il était de 476 en 2013 et de 415 en 2008.
Parmi ces logements, 93,5 % étaient des résidences principales, 0,8 % des résidences secondaires et 5,7 % des logements vacants. Ces logements étaient pour 94,9 % d'entre eux des maisons individuelles et pour 4,3 % des appartements.
Le tableau ci-dessous présente la typologie des logements à Bétheniville en 2018 en comparaison avec celle de la Marne et de la France entière. Une caractéristique marquante du parc de logements est ainsi une proportion de résidences secondaires et logements occasionnels (0,8 %) inférieure à celle du département (2,9 %) et  à celle de la France entière (9,7 %). Concernant le statut d'occupation de ces logements, 77,3 % des habitants de la commune sont propriétaires de leur logement (78,1 % en 2013), contre 51,7 % pour la Marne et 57,5 % pour la France entière.
| Typologie                                               | Bétheniville | Marne | France entière |
| ------------------------------------------------------- | ------------ | ----- | -------------- |
| Résidences principales (en %)                           | 93,5         | 88,1  | 82,1           |
| Résidences secondaires et logements occasionnels (en %) | 0,8          | 2,9   | 9,7            |
| Logements vacants (en %)                                | 5,7          | 9     | 8,2            |

## Toponymie
Le nom de la localité est attesté sous les formes Betiniaca Villa (842) ; Betiniaci Villa (1123) ; Betegnivilla (1171) ; Bethniville (1171) ; Bitinivilla (1179) ; Betinivilla (1181) ; Betignivilla (1198) ; Bettigniaca Villa (1208) ; Betiniville (1215) ; Betenivilla (1217) ; Bitiniaca Villa (1207-1218) ; Betigneivilla (1221) ; Betigniville (1221) ; Bethigneivilla (1222) ; Betigne-Ville (vers 1222) ; Betegnvilla (1225) ; Betingnivilla (1227) ; Bitigniaca Villa (1242) ; Betegnivilla (1249) ; Bettinivilla (1258) ; Bithigniaca Villa (vers 1260) ; Betingniville (vers 1263) ; Bettenivilla (1286) ; Bethiniville (1303-1312) ; Bettigniville (1328) ; Bethegneville (1335) ; Boutenivillus (1353) ; Betteniville (1374) ; Bittigniville (1376) ; Becthegniville (1381) ; Betenivilla (1382) ; Bethenville (1384) ; Bettenville, Bectongvilla (1389) ; Bethigniville (XIVe siècle) ; Bettegniville (XIVe siècle) ; Betheniville (1450) ; Bethiville, Berthineville, Berthenville (1556) ; Bethenneville (1715) ; Bethniville (XVIIIe siècle).

## Histoire

### Époque contemporaine

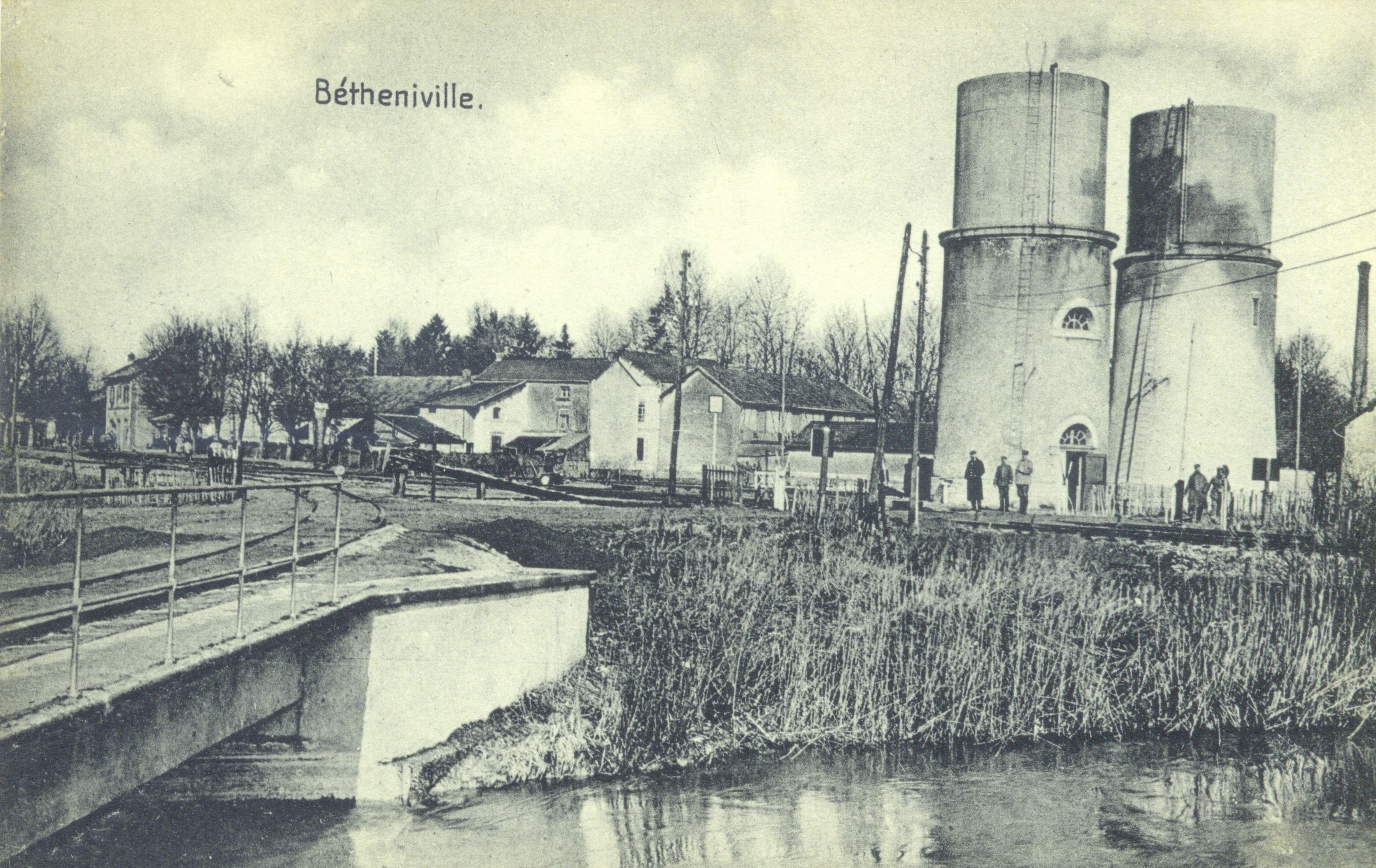
La gare, dans les années 1910.

Lors de la Guerre franco-allemande de 1870, l'armée reconstituée avec les restes de  l'armée du Rhin par le marchéal de Mac Mahon traverse Béthenicourt avec ses 120 000 hommes, de ses 400 cannons et de ses 70 mitrailleuses, venant de Châlons
La commune est desservie dès 1872 par la petite ligne de Bazancourt à Challerange, sur laquelle circulait en mai 1914 des omnibus reliant Reims à Apremont. La ligne a fermé au service voyageurs en 1938.

### Première Guerre mondiale
Le sud de la région de Bétheniville, dite des « Monts-de-Champagne » compte deux villages totalement détruits entre 1914 et 1918 : Nauroy et Moronvilliers. Leurs noms ont été repris par les villages voisins de Pontfaverger et Beine pour donner aujourd'hui les communes de Pontfaverger-Moronvilliers et Beine-Nauroy. Ces deux villages détruits font partie de la quantité de sites à jamais marqués par la Première Guerre mondiale et que l'on retrouve tout le long de la voie sacrée, cette route de Reims à Verdun par laquelle on peut aussi accéder à Bétheniville par le sud.
Le bourg est considéré comme détruit à la fin de la guerre et a  été décoré de la Croix de guerre 1914-1918, le 1er octobre 1920.

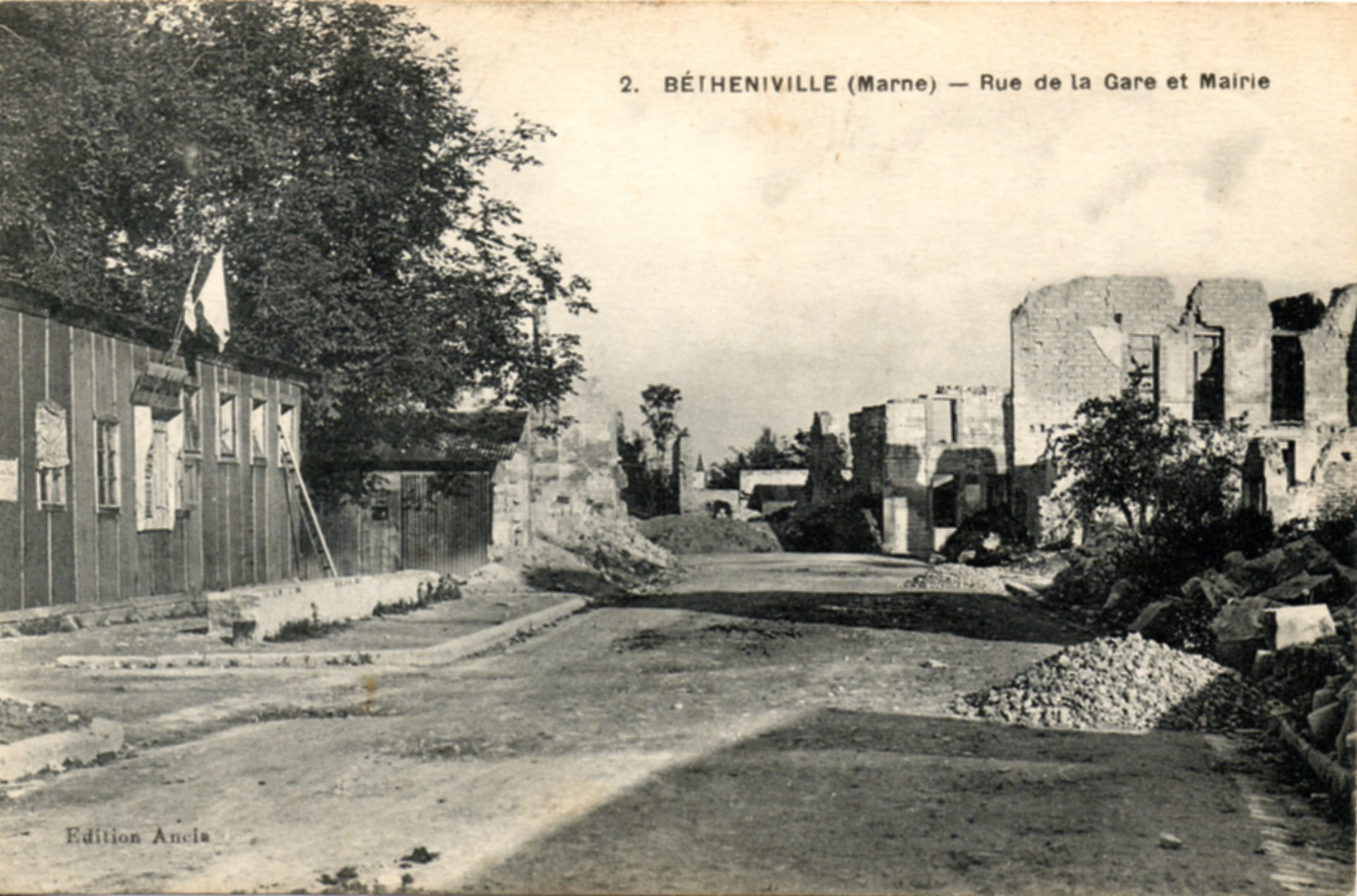
La rue de la Gare et la mairie après la Première Guerre mondiale.
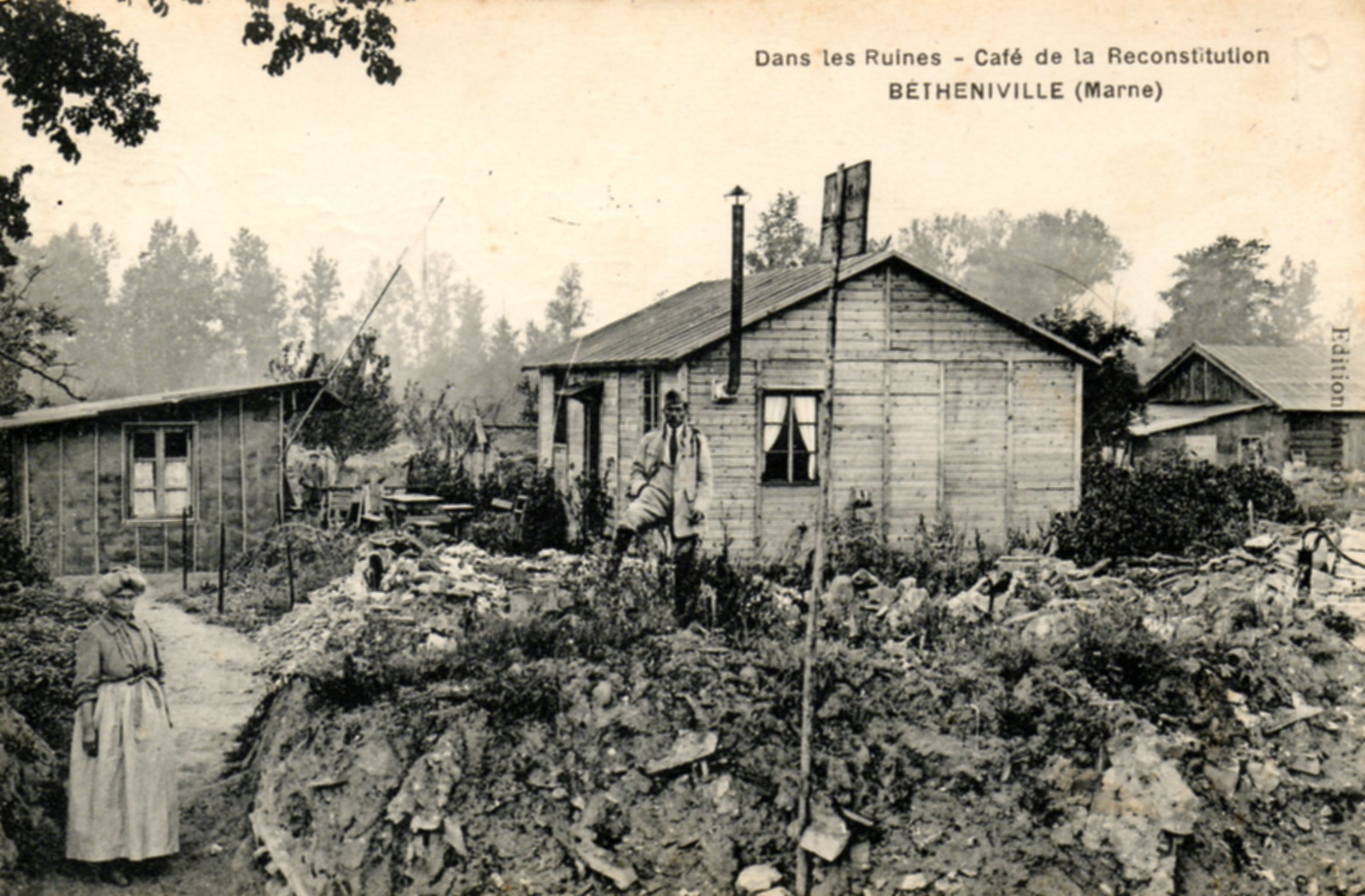
Le café de la reconstruction, à la même époque.
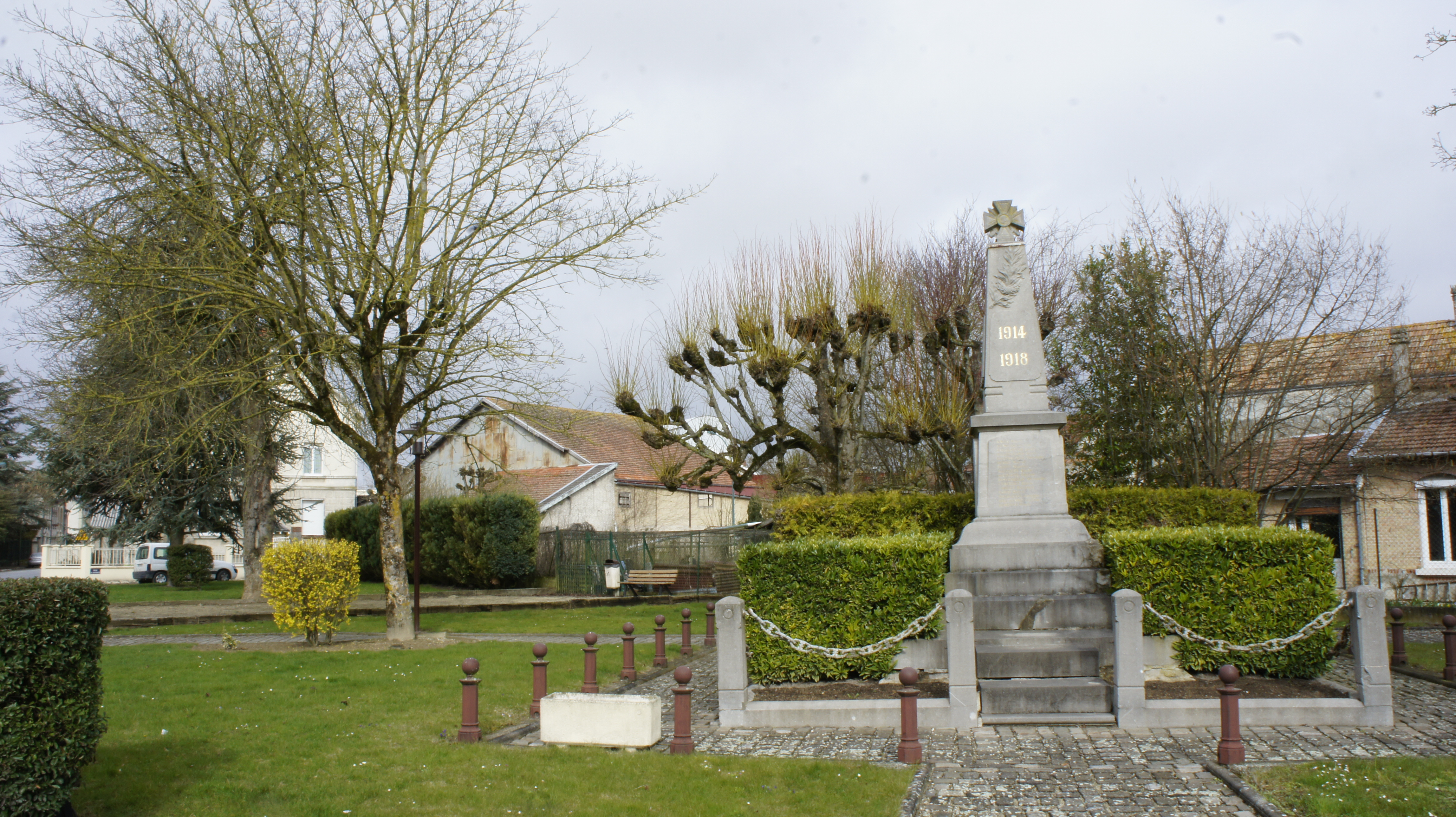
Le monument aux morts, en 2013.

### Seconde Guerre mondiale
Le ministère de l'Air décide à la fin des  années 1930 la création de plates-formes d’opérations permettant, en cas de guerre, de servir rapidement  de terrains d'atterrissage. L'un de ces terrains est implanté à  Bétheniville - Hauviné et est aménagé par le Génie, ce qui lui permet d'accueillir à partir du 2 septembre 1939 un détachement de la Royal Air Force.
Au 16 septembre 1939, 651 soldats britanniques sont cantonnés dans le village.

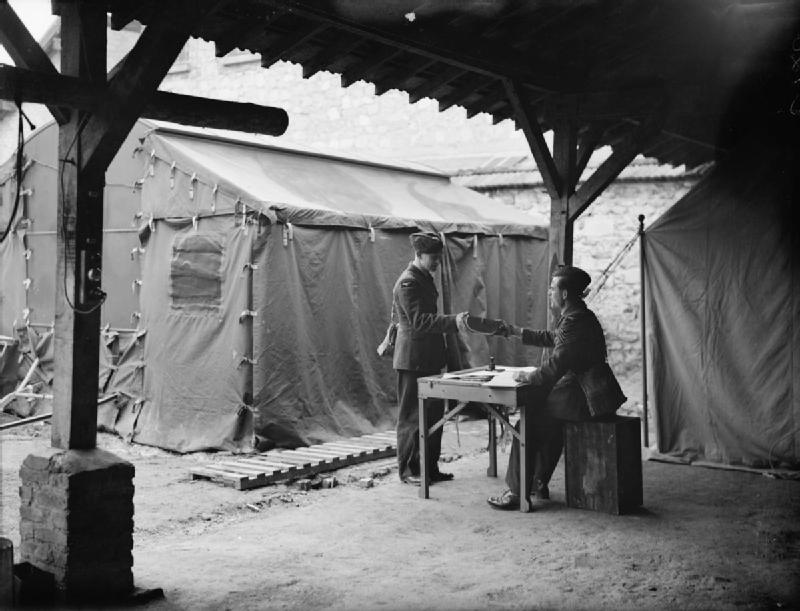
Le 71 squadron, Bétheniville
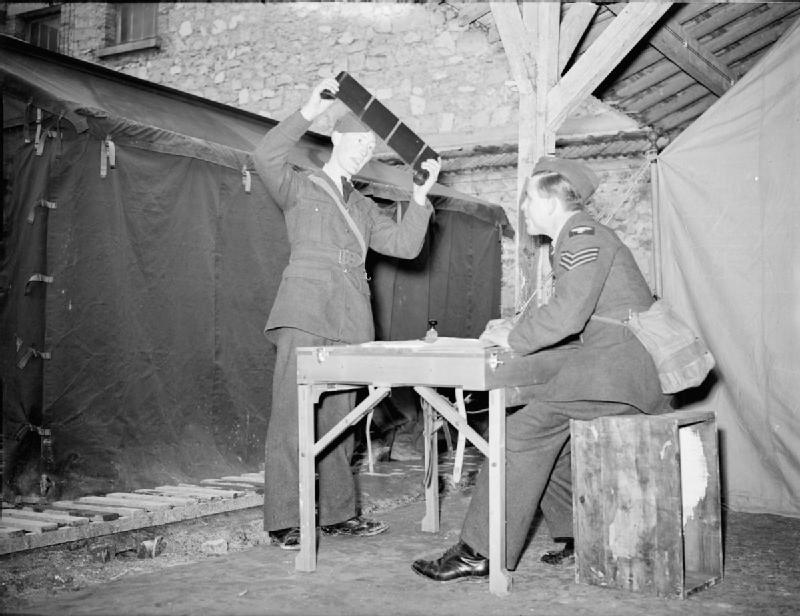
service de photographie.

## Politique et administration

### Rattachements administratifs et électoraux
Rattachements administratifs
La commune se trouve  dans l'arrondissement de Reims du département de la Marne.
Elle faisait partie depuis 1801 du canton de Beine-Nauroy. Dans le cadre du redécoupage cantonal de 2014 en France, cette circonscription administrative territoriale a disparu, et le canton n'est plus qu'une circonscription électorale.
Rattachements électoraux
Pour les élections départementales, la commune fait partie depuis 2014 du canton de Mourmelon-Vesle et Monts de Champagne
Pour l'élection des députés, elle fait partie de la quatrième circonscription de la Marne.

### Intercommunalité
Béthenicourt était membre de la petite communauté de communes des Rives de la Suippe, un établissement public de coopération intercommunale (EPCI) a fiscalité propre créé fin 2003.
Dans le cadre des dispositions de la loi portant nouvelle organisation territoriale de la République (Loi NOTRe) du 7 août 2015, qui prévoit que les établissements publics de coopération intercommunale (EPCI) à fiscalité propre doivent avoir un minimum de 15 000 habitants, et compte tenu du rôle de ville-centre tenu par Reims, cette intercommunalité et ses voisines ont fusionné pour former, le 1er janvier 2017, la Communauté urbaine du Grand Reims, dont la commune est désormais membre.

### Tendances politiques et résultats
Lors des élections municipales de 2020, la liste menée par le maire sortant Jean-Jacques Gouault est élue dès le premier tour, avec 81,52 % des suffrages exprimes, face à la liste menée par Jean-Pierre Paladini, qui a obtenu 18,48 % des suffrages exprimés.

### Liste des maires
| Période                                  | Période                        | Identité                  | Étiquette    | Qualité                                                         |
| ---------------------------------------- | ------------------------------ | ------------------------- | ------------ | --------------------------------------------------------------- |
| Les données manquantes sont à compléter. |                                |                           |              |                                                                 |
| avant octobre 1801                       | 1832                           | Charles Chapdoye          |              | Notaire                                                         |
| 1832                                     | 1845                           | Jean-Baptiste Malmy       |              |                                                                 |
| 1845                                     | 1852                           | Jean-Louis d'Escannevelle |              |                                                                 |
| 1852                                     | 1858                           | Louis Oudin               |              | Industriel textile.                                             |
| 1858                                     | 1860                           | Jean-Pierre Simonnet      |              |                                                                 |
| 1860                                     | 1871                           | Pierre Nouvion            |              |                                                                 |
| 1871                                     | 1876                           | Jean-Baptiste Oudin       |              | Industriel textile, frère de l'ancien maire Louis Oudin.        |
| 1876                                     | 1878                           | Nicolas Hennegrave        |              |                                                                 |
| 1878                                     | 1880                           | Victor Nouvion            |              | Industriel, fils de l'ancien maire Pierre Nouvion.              |
| 1880                                     | 1880                           | Pierre Bouché             |              |                                                                 |
| 1881                                     | 1892                           | Célestin Sautret          |              | Propriétaire terrien.                                           |
| 1892                                     | 1906                           | George Reynaud            |              | Chevalier de la Légion d'honneur.                               |
| 1906                                     | 1916                           | Frumence Miller           |              | Négociant. Officier de l'Instruction Publique Mort en fonction. |
| 1916                                     | après 1922                     | Jean Ancia                |              | Cultivateur, élu à la suite du décès du précédent maire.        |
| avant mars 1931                          | après mars 1936                | Ovide Geanty              |              |                                                                 |
|                                          |                                |                           |              |                                                                 |
|                                          | 1965                           | Paul Renard               |              |                                                                 |
|                                          |                                |                           |              |                                                                 |
| 1989                                     | 2014                           | Francis Renard            | UMP puis DVD | Président de la CC des Rives de la Suippe ( ? → 2014)           |
| 2014                                     | En cours (au 16 décembre 2022) | Jean-Jacques Gouault      |              | Réélu pour le mandat 2020-2026                                  |

### Politique de développement durable

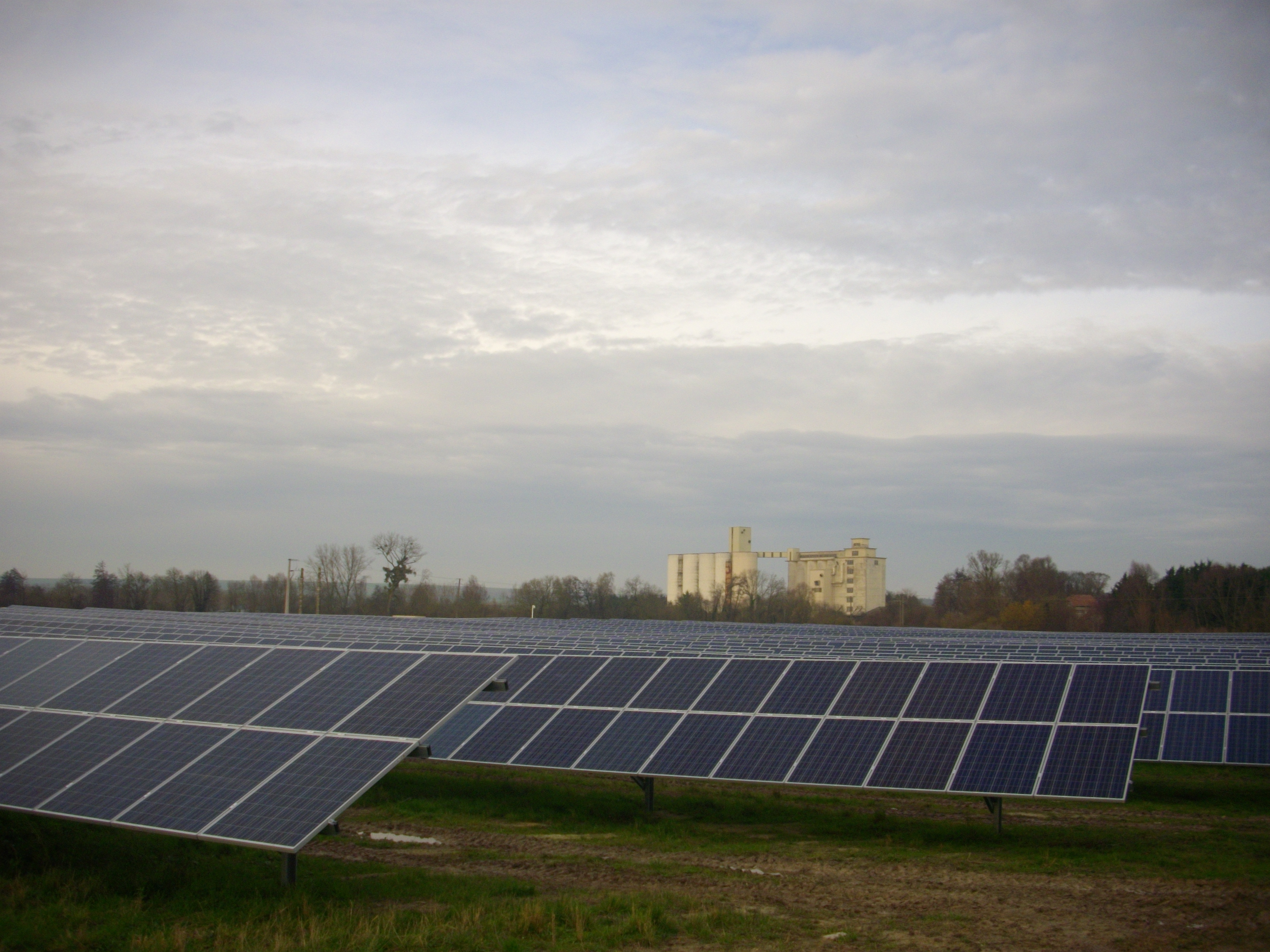
La « ferme photovoltaïque » de Bétheniville en 2014.

Une « ferme photovoltaïque » a été implantée dans le bourg à l'emplacement de l'ancienne distillerie.
La station d'épuration des eaux usées de Bétheniville est remplacée par l'intercommunalité en 2019 et permet de rejeter dans la Suippe des eaux dépoluées et d'accompagner la croissance de la ville.

## Démographie
L'évolution du nombre d'habitants est connue à travers les recensements de la population effectués dans la commune depuis 1793. Pour les communes de moins de 10 000 habitants, une enquête de recensement portant sur toute la population est réalisée tous les cinq ans, les populations de référence des années intermédiaires étant quant à elles estimées par interpolation ou extrapolation. Pour la commune, le premier recensement exhaustif entrant dans le cadre du nouveau dispositif a été réalisé en 2007.

En 2022, la commune comptait 1 270 habitants, en évolution de −0,63 % par rapport à 2016 (Marne : −1,19 %, France hors Mayotte : +2,11 %).
| 1793 | 1800 | 1806 | 1821 | 1831 | 1836 | 1841 | 1846 | 1851 |
| ---- | ---- | ---- | ---- | ---- | ---- | ---- | ---- | ---- |
| 322  | 398  | 332  | 500  | 600  | 673  | 670  | 776  | 858  |

| 1856  | 1861  | 1866  | 1872  | 1876  | 1881  | 1886  | 1891  | 1896  |
| ----- | ----- | ----- | ----- | ----- | ----- | ----- | ----- | ----- |
| 1 084 | 1 216 | 1 256 | 1 372 | 1 710 | 1 647 | 1 621 | 1 471 | 1 495 |

| 1901  | 1906  | 1911  | 1921 | 1926 | 1931 | 1936 | 1946 | 1954 |
| ----- | ----- | ----- | ---- | ---- | ---- | ---- | ---- | ---- |
| 1 413 | 1 492 | 1 472 | 534  | 884  | 897  | 812  | 717  | 740  |

| 1962 | 1968 | 1975 | 1982 | 1990 | 1999 | 2006 | 2007 | 2012  |
| ---- | ---- | ---- | ---- | ---- | ---- | ---- | ---- | ----- |
| 710  | 773  | 727  | 803  | 843  | 851  | 967  | 984  | 1 233 |

| 2017  | 2022  | - | - | - | - | - | - | - |
| ----- | ----- | - | - | - | - | - | - | - |
| 1 275 | 1 270 | - | - | - | - | - | - | - |

## Économie
Desservie par plusieurs routes départementales, Bétheniville offre encore plusieurs services et commerces.

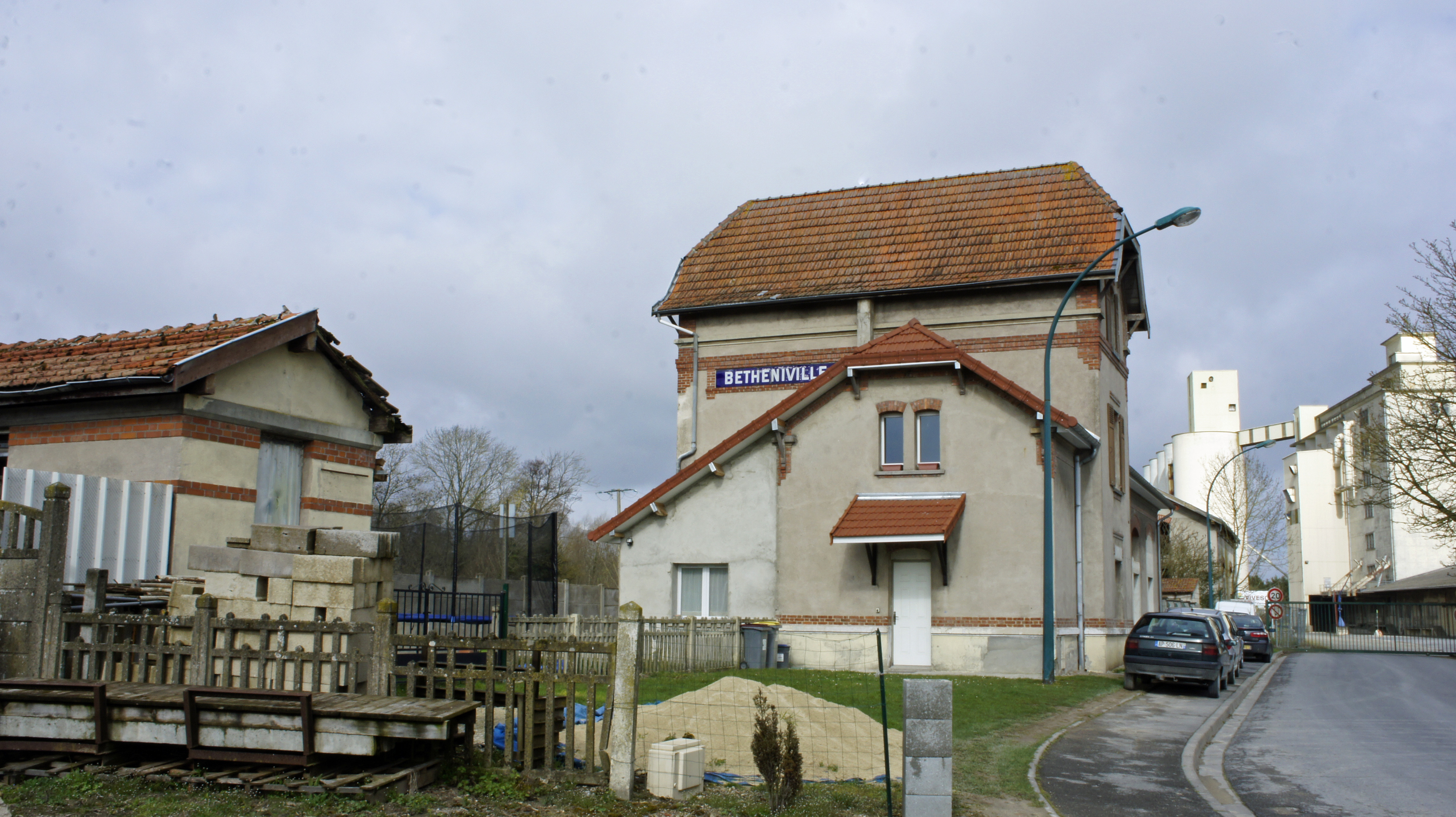
La gare et les silos en arrière-plan.

La distillerie, dont les nuisances olfactives ont provoqué la colère des citoyens il y a dix ans, ne pose aujourd'hui plus de problème, puisqu'elle a été sommée de se mettre en conformité en engageant des travaux et en déplaçant ses bassins. Sa fermeture définitive intervenue en 2008 a depuis totalement clôt le débat, puisque la société opératrice a entamé la construction à Bazancourt d'une nouvelle distillerie[réf. nécessaire]. L'usine a été totalement démantelée en 2008-2009. Depuis 2015, un centre photovoltaïque est installé en lieu et place.

## Culture locale et patrimoine

### Lieux et monuments

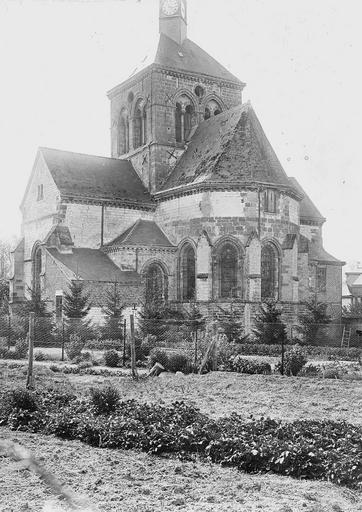
avant la Grande Guerre : l'église.

L'église paroissiale Sainte Madeleine, du XIIIe siècle, détruite pendant la première Guerre mondiale, a été reconstruite en 1925 sur les plans de Pierre Sardou, et réutilise les fondations de l'ancien ouvrage. Elle possède donc trois nefs avec une abside circulaire, deux transepts et un important clocher qui s'élève, comme l'ancien, à la croisée des transepts.
Comme dans tous les villages de France, un monument aux morts est élevé à la jonction de la rue de Munet et de la rue de la Gare. Dans cette même rue (sans issue, qui aboutit sur le silo), la gare, désaffectée et située sur l'ancienne ligne de Bazancourt à Challerange, est toujours présente, mais elle a été reconvertie en maison d'habitation. Les rails sont toujours en place.
Trois « châteaux », appartenant aux frères Oudin s'élevaient à Bétheniville. Il n'en reste plus qu'un.
Une tour fortifiée entourée de douves (empruntées aux canaux de l'Aisne et de la Suippe qui se rencontrent ici même), élevée en des temps bien antérieurs, ayant appartenu entre autres à l'archevêché de Reims, se tenait à la place de la mairie actuelle.

### Héraldique
| Blason de Bétheniville | Blason  | Tiercé en pairle : au 1er de sinople plain, au 2e de gueules à une anille d'or, au 3e de gueules à une tour d'or ouverte, ajourée et maçonnée de sable ; au pairle ondé d'argent chargé d'un pairle ondé d'azur brochant sur la partition ; le tout sommé d'un chef de gueules chargé d'une fleur de lys d'or accostée de deux croissants adossés du même. Ornements extérieursCroix de guerre 1914-1918 |
| Blason de Bétheniville | Détails | Le sinople représente la fertilité des sols et l'espoir des habitants lors de la reconstruction du village dans les années 1920, l'anille est pour l'activité humaine, la tour rappelle l'ancienne forteresse, le pairle est pour le confluent de la Suippe et de l'Arnes, bordée d'argent qui représente le sol crayeux champenois. La couleur principale, le gueules, rappelle les divers heurts que connurent le village et ses habitants au cours de l'Histoire. Enfin les éléments du chef sont repris aux armes des seigneurs du fief et de la châtellenies de Richebourg, dont le château et la forteresse se situaient sur le territoire de la commune. Création Didier Caillard, Arnaud Dessertenne et Jean-Claude Gillet, avec l'aide d'Arnaud Gillet, adoptée le 12 avril 2017. |